# Tawaz
'Tawaz è un comune della Mauritania situato nella regione di Adrar. Fa parte del dipartimento di Atar e nel censimento della popolazione del 2000 contava 6.553 abitanti .